# Bruinstuitgors
De bruinstuitgors (Emberiza affinis) is een zangvogel uit de familie van gorzen (Emberizidae).

## Verspreiding en leefgebied
Deze soort telt vier ondersoorten:
- E. a. nigeriae: van Senegal en Gambia tot Nigeria en noordelijk Kameroen.
- E. a. vulpecula: centraal Kameroen, zuidelijk Tsjaad en de Centraal-Afrikaanse Republiek.
- E. a. affinis: zuidelijk Soedan, noordoostelijk Congo-Kinshasa en noordwestelijk Oeganda.
- E. a. omoensis: zuidelijk Ethiopië.